# Francine McRae
Francine McRae (Melbourne, 27 avril 1969 - ) est une joueuse de softball australienne. En 1996, elle remporta une médaille de bronze en softball aux Jeux olympiques d'Atlanta avec l'équipe australienne de softball.